# 皇居遷都提唱運動
皇居遷都 提唱運動（こうきょせんと ていしょううんどう）は、戦後、南朝正統の皇胤であると主張した愛知県豊川市の三浦芳聖が、三浦独自の哲学である地文学（串呂・串呂哲学・神風串呂）の解釈に基づき、東京都千代田区の皇居の位置が国家の象徴たる天皇の住居として相応しくないとして、皇居遷都を提唱し、1955年（昭和30年）1月から1959年（昭和34年）6月まで、文書により政府当局者や国会議員らに呼びかけた運動のこと。

## 概要
皇居遷都提唱運動は、1955年（昭和30年）1月より開始され、1959年（昭和34年）6月の皇居造営審議会の答申に基づき新宮殿の造営地が、千代田区の皇居内に決定されるまでの足掛け5年間に、三浦が私財を投じて、衆参両院議員全員に9回、皇居造営審議会長大野伴睦へ9回、政府及び宮内庁に各69回にわたって進言書を送り続けた運動である。

### 運動の発端
三浦が主張する「国の象徴たる天皇の皇居の位置が神風串呂地文の上より見て極めて不適格」とする皇居の串呂の解明は、1940年（昭和15年）7月に起きた三宅島雄山の爆発があったときに始まるという。
このとき三浦は、たまたま軽井沢の近衛家の別荘で近衛文麿から東洋平和の方策について意見を求められ面会中であったと主張している。軽井沢に配られた「三宅島雄山爆発の号外新聞」を見て「大戦の勃発を直感し」、近衛に「皇居遷都」を進言し、断固として否定されたという。